# Leaf peeping
Любование листопадом (англ. Leaf peeping, фр. Feuilles en fleurs), сезон осенних цветов (англ. Fall colour season, фр. Saison des couleurs d'automne) — традиционное для Соединённых Штатов Америки и Канады любование осенней сменой окраски листьев, также обозначение путешествий с целью наблюдения и фотосъёмки в районах, где осенью листья меняют цвет.

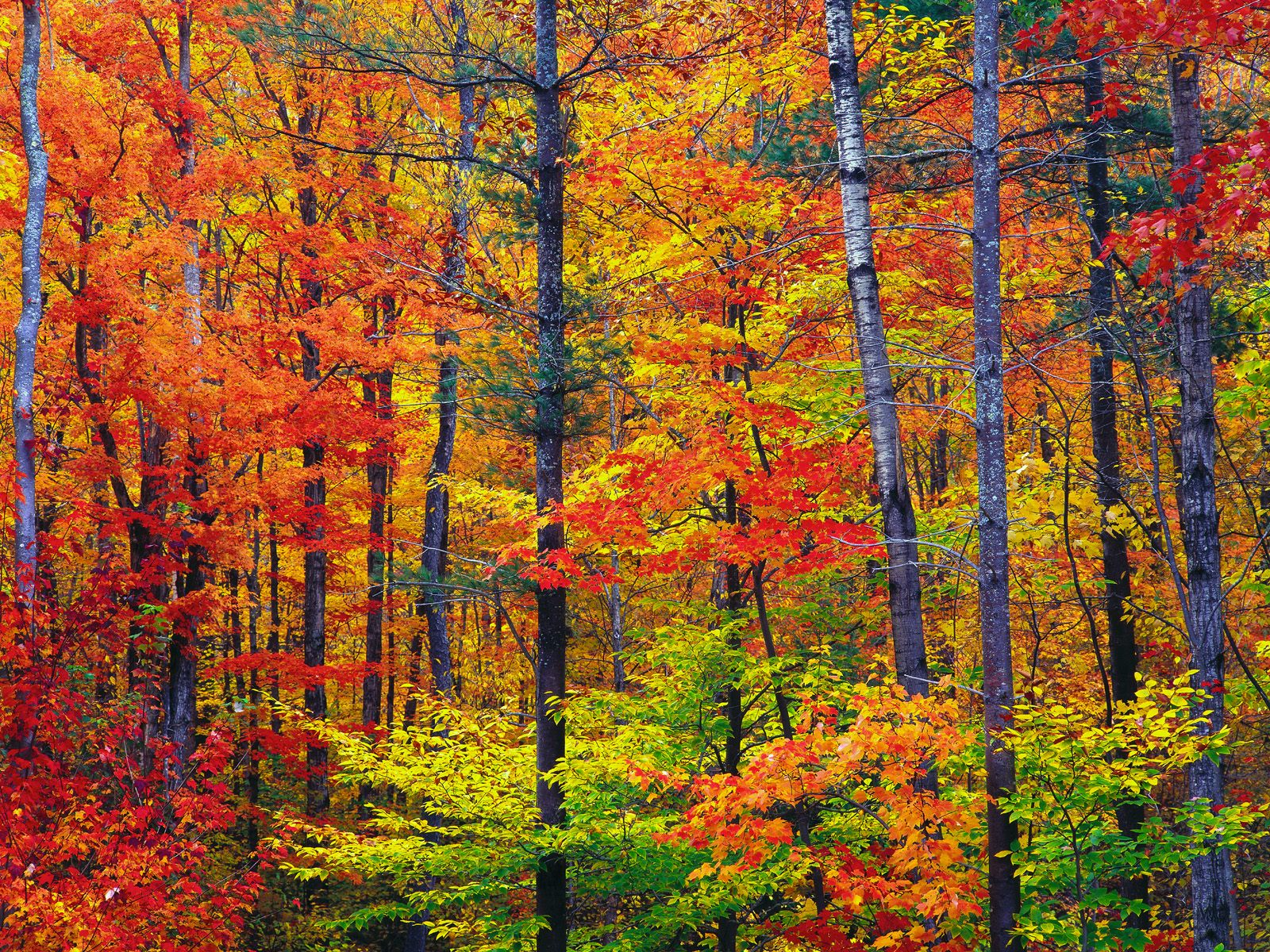
Осень в Нью-Гэмпшире, США

Наибольшее распространение традиция в США получила на севере Новой Англии, в Аппалачах, на Тихоокеанском Северо-западе и верхнем Среднем Западе. В Канаде традиция известна в провинциях Онтарио и Квебек. Организованная экскурсия для любования листьями известна как «экскурсия по листве» (англ. foliage tour) или «экскурсия по цвету» (англ. colour tour).
Аналогичное любование осенней листвой в Японии называется момидзигари (яп. 紅葉狩) и имеет в культуре страны большое значение. В Корее принято созерцать окрасившуюся в красный цвет листву кленов в особое время — танпхун (кор. 단풍 구경). В Финляндии, аналогичная традиция называется рускаретки (фин. ruskaretki).

## Распространение
Сезонное похолодание и уменьшение естественного освещения осенью останавливают процесс фотосинтеза в листве деревьев и кустарников. Растворение вечнозелёных веществ в клетках листьев приводит к появлению эффектных ярких цветов. Клёны и осины приобретают глубокие оттенки красного и оранжевого. Рябина демонстрирует свои разноцветные листья и ягоды, а опадающие листья берёзы создают впечатление золотого дождя.

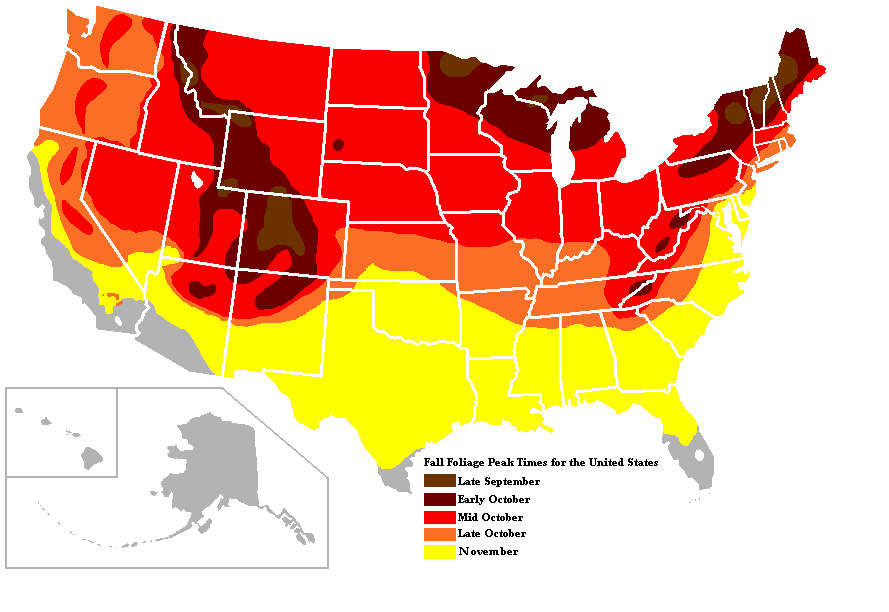
Время пика осеннего листопада в США

Период окраски листвы, от начала изменения цвета листьев с зелёного до ярко красного и жёлто-оранжевого вплоть до их опадения, зависит от широты, высоты над уровнем моря и начала периодов заморозков. На карте в начале статьи показаны оптимальные периоды в Соединённых Штатах. На севере и на больших высотах он начинается в сентябре, а на юге оптимальным является ноябрь. Однако на этой карте не показаны области, где цвета наиболее яркие, а именно восточная часть континента, где в изобилии растут сахарные клёны. На западе и в горах разнообразие лиственных пород меньше, и их часто вытесняют вечнозеленые хвойные деревья. Более того, на центральных равнинах деревья также встречаются редко и не образуют однородных ландшафтов.

## Соединённые Штаты Америки
Термин «Leaf peeping» используется как с благодарностью со стороны предпринимателей, получающих прибыль от миллионов туристов, которые осенью приезжают в высокогорные районы Запада США, верхнего Среднего Запада и северной части Новой Англии, так и с презрением со стороны тех, кто вынужден пользоваться дорогами, переполненными из-за любителей наблюдения за красками осени.  Любители, которые собираются вместе, чтобы посмотреть на листья, могут называть свои собрания представлениями осеннего листопада (англ. Leaf peepshows).

## В популярной культуре
Термин «Leaf peeping» использовался во многих телевизионных шоу и телесериалах, включая эпизод «И это, несомненно, делает им честь!» сериала «Западное крыло», и в ряде эпизодов сериала «Клан Сопрано».